# Монтеверди Маритимо
Монтеверди Маритимо (на италиански: Monteverdi Marittimo) е малък град и община в Италия, в региона Тоскана, провинция Пиза, в географския район Валдичечина. Населението му е около 700 души (2007).
Въпреки че името на града се отнася до морето (Маритимо значи морски) градът и общината не граничат с Тиренско море.